# Mimetus keyserlingi
Mimetus keyserlingi är en spindelart som beskrevs av Cândido Firmino de Mello-Leitão 1929. 
Mimetus keyserlingi ingår i släktet Mimetus och familjen kaparspindlar. Inga underarter finns listade i Catalogue of Life.